# NGC 1879
NGC 1879 ist eine Balken-Spiralgalaxie vom Hubble-Typ SBm im Sternbild Columba am Südsternhimmel, die schätzungsweise 48 Millionen Lichtjahre von der Milchstraße entfernt ist.
Sie wurde am 18. November 1835 durch John Herschel mit einem Reflektor mit 18,7″ Apertur entdeckt und später von Dreyer im New General Catalogue verzeichnet.